# توت أبيض
توت أبيض    أو توت القَزّ أو توث أو فِرصاد أو توت بلدي (الاسم العلمي: Morus alba) هو نوع من النباتات يتبع جنس التوت من الفصيلة التوتية. نوع من التوت الزراعي الصيني الأصل. ساقه فرعاء. أوراقه عابلة معنقة متعاقبة قلبية الشكل، نصلها أخضر اللون ثلاثي أو خماسي التفصيص. ثماره شماميل مستطيلة قصيرة الأهن بيضاء أو وردية، مأكولة حلوة المذاق. أوراقه غذاء دودة القز.
يصل طول شجرتها إلى 10–20 م (33–66 قدم).وتُعد شجرة قصيرة العمر بشكل عام، حيث يبلغ متوسط عمرها ما يعادل متوسط عمر الإنسان، على الرغم من وجود بعض العينات التي يزيد عمرها عن 250 عامًا.  هذا النوع موطنه الأصلي الصين والهندويُزرع على نطاق واسع ويُجَنَّس في أماكن أخرى (بما في ذلك الولايات المتحدة، والمكسيك، وأستراليا، وقيرغيزستان، والأرجنتين، وتركيا، وإيران، والعراق، والعديد من البلدان الأخرى).    

## وصف
في البراعم الصغيرة القوية، قد يصل طول الأوراق إلى 30 سـم (12 بوصة)، ومفصصة بعمق وبشكل معقد، مع فصوص مستديرة. في الأشجار الأكبر سنًا، يبلغ طول الأوراق عادةً 5–15 سـم (2.0–5.9 بوصة)، غير مفصصة، قلبية الشكل عند القاعدة ومستديرة إلى مدببة عند الطرف، ومسننة على الهوامش. بشكل عام، تكون الأشجار نفضية في المناطق المعتدلة، ولكن الأشجار التي تنمو في المناطق الاستوائية قد تكون دائمة الخضرة.[بحاجة لمصدر]
الزهور عبارة عن أزهار صفصاف أحادية الجنس؛ الأزهار المذكرة يبلغ طولها من 2–3.5 سـم (0.8–1.4 بوصة)، والأقماع المؤنثة 1–2 سـم (0.4–0.8 بوصة). توجد الأزهار المذكرة والمؤنثة عادة على أشجار منفصلة على الرغم من أنها قد توجد على نفس الشجرة.   الثمرة 1–1.5 سـم (0.4–0.6 بوصة) طويلة. في البرية تكون عميقة اللون الأرجواني، ولكن في العديد من النباتات المزروعة تتفاوت من الأبيض إلى الوردي. هي حلوة لكن طعمها باهت، على عكس طعم التوت الأحمر والتوت الأسود الأقوى. تُوَزَّع البذور على نطاق واسع في فضلات الطيور التي تأكل الثمرة.  
يتميز التوت الأبيض علميًا بالحركة السريعة للنبات ‏ التي تشارك في إطلاق حبوب اللقاح من أقماعه. تعمل الأسدية كمقلاع، حيث تطلق الطاقة المرنة المخزنة في 25 ميكروثانية فقط. وتبلغ الحركة الناتجة حوالي 380 ميل في الساعة (610 كم/س)، أي ما يقرب من نصف سرعة الصوت، مما يجعلها أسرع حركة معروفة في مملكة النبات. 

## زراعة
تتواجد زراعة التوت بشكل عام في المناطق الاستوائية والمعتدلة على حد سواء، على الرغم من أن درجة الحرارة 24-28 درجة مئوية تعتبر مثالية لزراعة التوت. تنمو شجرة التوت من خطي عرض 28 درجة شمالا و55 درجة شمالا في ظل ظروف مناخية متفاوتة تتراوح بين المعتدلة والاستوائية الواقعة شمال خط الاستواء. تنمو بشكل جيد في المناطق التي يتراوح فيها معدل هطول الأمطار السنوي بين 600 و 2500 مليمتر مع ما لا يقل عن تسع إلى 13 ساعة من أشعة الشمس يوميًا. يمكن زراعة التوت على ارتفاع يصل إلى 4000 متر فوق مستوى سطح البحر. يزدهر التوت في التربة الدافئة، والغنية، والخصبة جيدة الصرف، والتي تتراوح بين الطينية والطينية الثقيلة، ذات مسامية، وقدرة قوية على احتجاز الرطوبة. النطاق الأمثل لدرجة الحموضة في التربة هو 6.2-6.8. وبما أن التوت من المحاصيل المتحملة، يمكن استخدام رطوبة التربة إلى حد أكبر من قبل هذه النباتات. ومع ذلك، أظهرت تحليلات تربة الهند أن حالة الصوديوم (Na)، والبوتاسيوم (K)، والفوسفور (P) يجب تحديدها. وعند حدوث بعض الانحرافات، ستهاجم الحشرات أو الفطريات نباتات التوت.
على الرغم من أنه يمكن إعادة إنتاج الأشجار بالبذور، للحفاظ على خصائص الشجرة الأم، يُعاد إنتاج التوت عادة عن طريق قطع الساق، أو في بعض الأحيان عن طريق التطعيم. اعتمادًا على استخدامات أشجار التوت، سواء كانت إنتاج الأعلاف، أو الأخشاب، أو أوراق ديدان القز، أو الثمار، فإن هناك العديد من أنظمة الزراعة الممكنة، مثل الأسوار، أو الأشجار، أو الأشجار المقطوعة. 
تتميز الشجرة بالقوة والمقاومة الجيدة للأمراض، حيث أن العديد من أجزاء الشجرة (اللحاء، والأوراق، وغيرها) غنية بالمركبات المضادة للميكروبات والفطريات.

## تاريخ
بدأت زراعة التوت الأبيض لتغذية ديدان القز منذ أكثر من 4700 عام في الصين، وقُدِّم منذ ذلك الحين في بلدان أخرى. كان الإغريق والرومان القدماء يزرعون التوت لدودة القز. على الأقل في وقت مبكر من عام 220 بعد الميلاد، كان الإمبراطور إيل جبل يرتدي ثوبًا حريريًا.  أُ>خل إلى أجزاء أخرى من أوروبا في القرن الثاني عشر وإلى أمريكا اللاتينية بعد الغزو الإسباني في القرن الخامس عشر.  في عام 2002، خُصصت 6260 كيلومترًا مربعًا من الأراضي لهذا النوع في الصين. 
زُرِع التوت الأبيض على نطاق واسع من شبه القارة الهندية  غربًا عبر أفغانستان وإيران إلى جنوب أوروبا لأكثر من ألف عام للحصول على أوراق لتغذية ديدان القز. 
وفي الآونة الأخيرة، أصبح منتشرًا على نطاق واسع في المناطق المضطربة مثل جوانب الطرق وحواف قطع الأشجار، إلى جانب المناطق الحضرية في معظم أنحاء أمريكا الشمالية، حيث يتزاوج بسهولة مع التوت الأحمر المحلي (Morus rubra). يوجد الآن قلق كبير بشأن قابلية التوت الأحمر للبقاء على قيد الحياة على المدى الطويل بسبب التهجين المكثف في بعض المناطق. 
زُرِع الآن هذا النوع على نطاق واسع وتأقلم على نطاق واسع في جميع أنحاء العالم المعتدل الدافئ وفي المناطق شبه القطبية ‏ أيضًا، ويمكن أن يبقى على قيد الحياة في ارتفاعات تصل إلى 4,000 متر (13,000 قدم). يزدهر في الترب الحمضية قليلاً، جيدة التصريف، من الترب الرملية والترب الطينية، رغم أنه يمكنه تحمل الترب الفقيرة أيضاً. 

## السُمِّيّة
لم تثبت الاختبارات التي أجريت على فئران التجارب أن مستخلص التوت يسبب سمية كبيرة.  
وفقًا لتقرير الطبيب الشرعي، توفيت لوري ماكلينتوك، زوجة السياسي الأمريكي توم ماكلينتوك، في ديسمبر 2021 بسبب الجفاف الناجم عن التهاب المعدة والأمعاء الناجم عن "الآثار السلبية لتناول أوراق التوت الأبيض"؛ تُستخدم الأوراق كمكمل غذائي أو علاج عشبي لفقدان الوزن ومرض السكري. 

## الاستخدامات

### الأوراق
تعتبر أوراق التوت الأبيض المادة الغذائية المفضلة لدودة القز (Bombyx mori) ، ولذلك كان الاهتمام بتربية دودة القز أحد الأسباب الرئيسية لتوسيع زراعة هذه الشجرة. ويُقطع التوت الأبيض لتغذية الماشية (الأبقار، والماعز، وما إلى ذلك) بسبب خصائصه المثيرة للاهتمام. يمكن أن يكون التوت بديلاً مثيرًا للاهتمام لإنتاج الأعلاف لأنه غني بالبروتين والطاقة، وله قابلية عالية للهضم، بالإضافة إلى كونه نباتًا قوياً، وسريع النمو. علاوة على ذلك، فإن محتوى الأوراق من مركبات البوليفينول يمكن أن يكون له تأثير إيجابي على صحة الحيوانات وفي نفس الوقت يقلل من انبعاثات غاز الميثان لديها. 
تُحضر الأوراق على شكل شاي في كوريا. وفي آسيا، تُستهلك الأوراق أيضًا لأغراض طبية، حيث تستخدم كمكمل غذائي مضاد لارتفاع سكر الدم لمرضى السكري.  في الطب الصيني التقليدي، يُستخدم اللحاء، والأوراق، والثمار لعلاج الحمى، وخفض ضغط الدم، وحماية تلف الكبد، وتحسين البصر، وتسهيل إخراج البول. 

### تنسيق الحدائق
بالنسبة لتجميل الحدائق، طُوِّرت شجرة التوت غير المثمرة من استنساخ لاستخدامها في إنتاج الحرير في الولايات المتحدة. لم تتجسد الصناعة أبدًا، ولكن يُستخدم صنف التوت الآن كشجرة زينة حيث يكون الظل مرغوبًا بدون الفاكهة.  يستخدم التوت الأبيض، Morus alba 'Pendula'، كنبات زينة.  زُرع التوت في العديد من المحطات الكبرى التي بُنيت على طول خط السكة الحديدية Lackawanna في نيوجيرسي خلال أواخر القرن التاسع عشر وأوائل القرن العشرين. هذا النوع عبارة عن شجرة عشبية تنمو في جميع أنحاء المدن الصحراوية في جنوب غرب الولايات المتحدة، وهي ذات قيمة عالية لظلها وأيضًا لمجموعات التوت الأسطوانية المكونة من ثمار حلوة بيضاء أرجوانية.  حبوب اللقاح التي تنتجها هذه النبتة تشكل مشكلة في بعض المدن حيث حُمِّلت اللوم في زيادة حمى القش.  

## معرض صور

توت خراسان
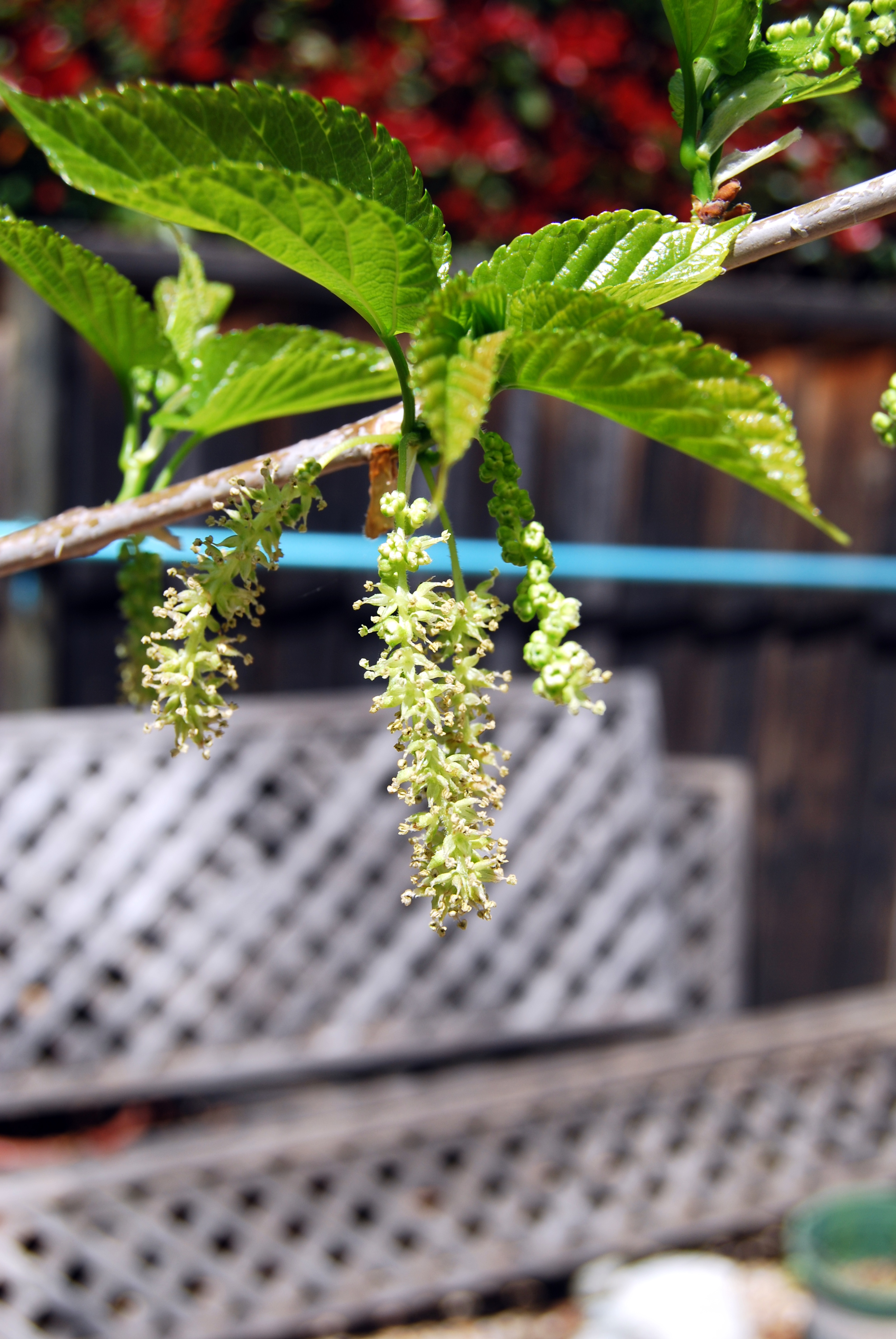
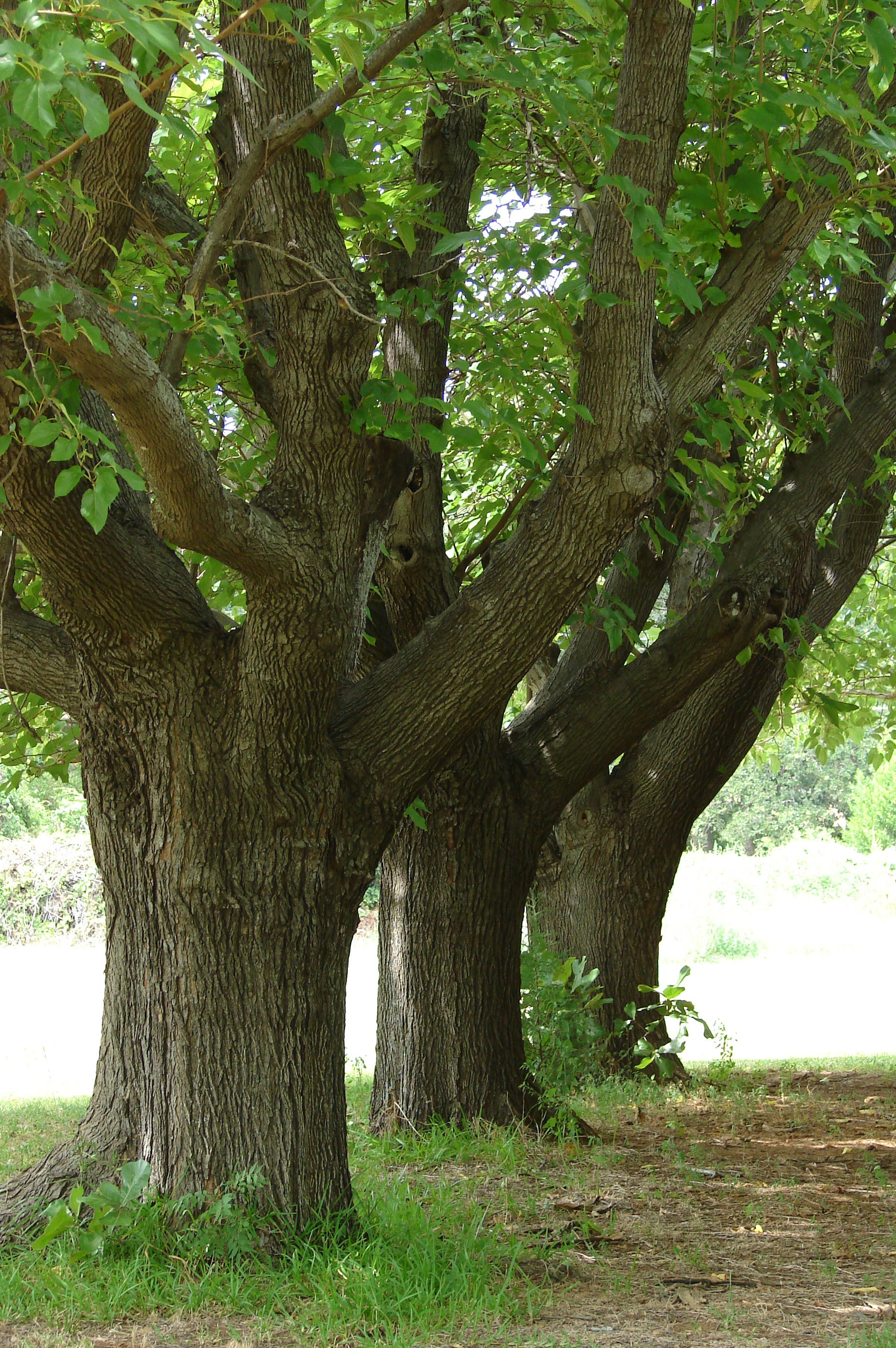
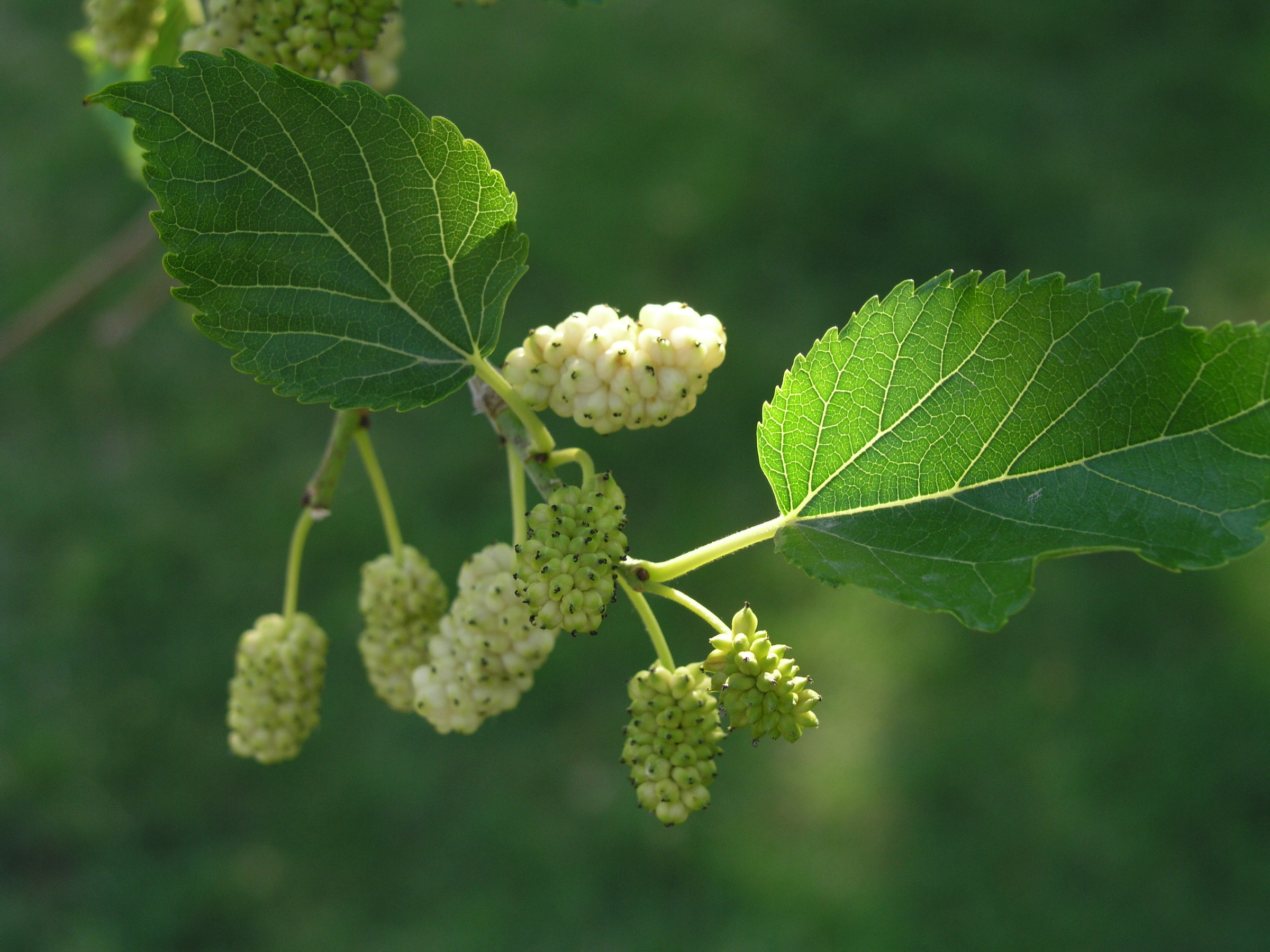
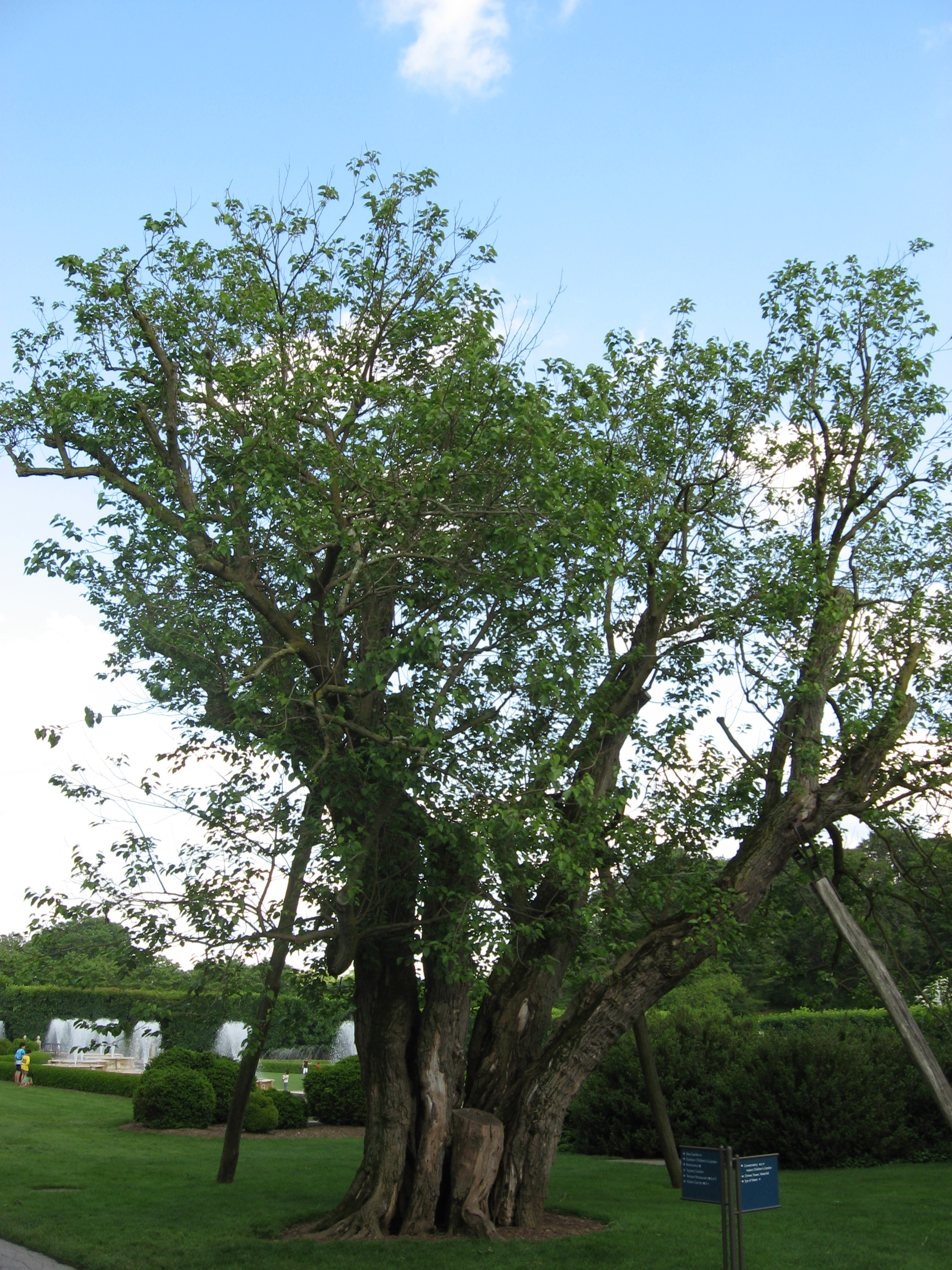